# EisenerZ*ART

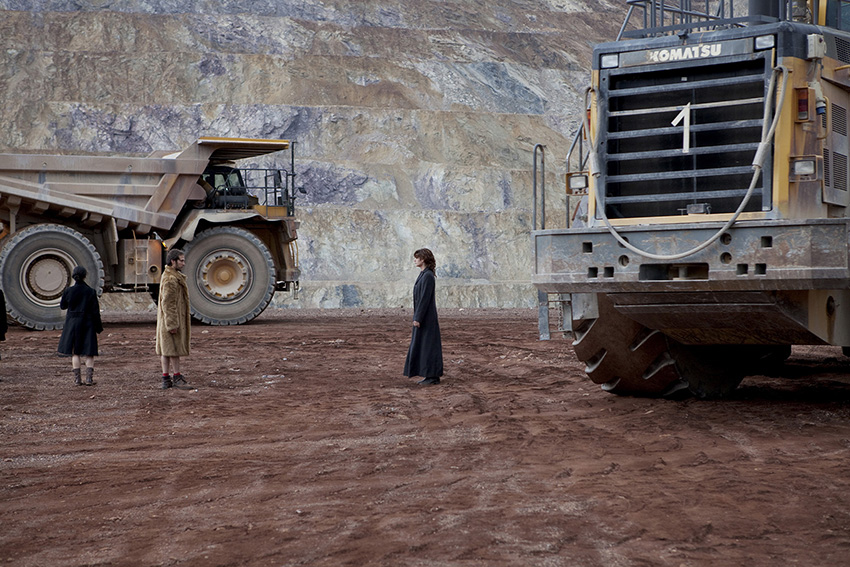
eisenerZ*ART 2012: Montanistische Performance GANGART von lawine torrèn am Eisenerzer Erzberg

eisenerZ*ART ist ein Kunst- und Kulturprojekt in der österreichischen Stadt Eisenerz in der Steiermark. Es wurde 2010 im Rahmen des aktuellen Stadtentwicklungsprogramms zur Förderung von Kunst und Kultur in der von Strukturproblemen betroffenen „Montan-Stadt“ gegründet und bereits mit mehreren Preisen ausgezeichnet. Mit „unüblichen Programmformaten“ erlangte es überregionale Bekanntheit.

## Das Kunst- und Kulturprojekt

### Hintergrund und Geschichte

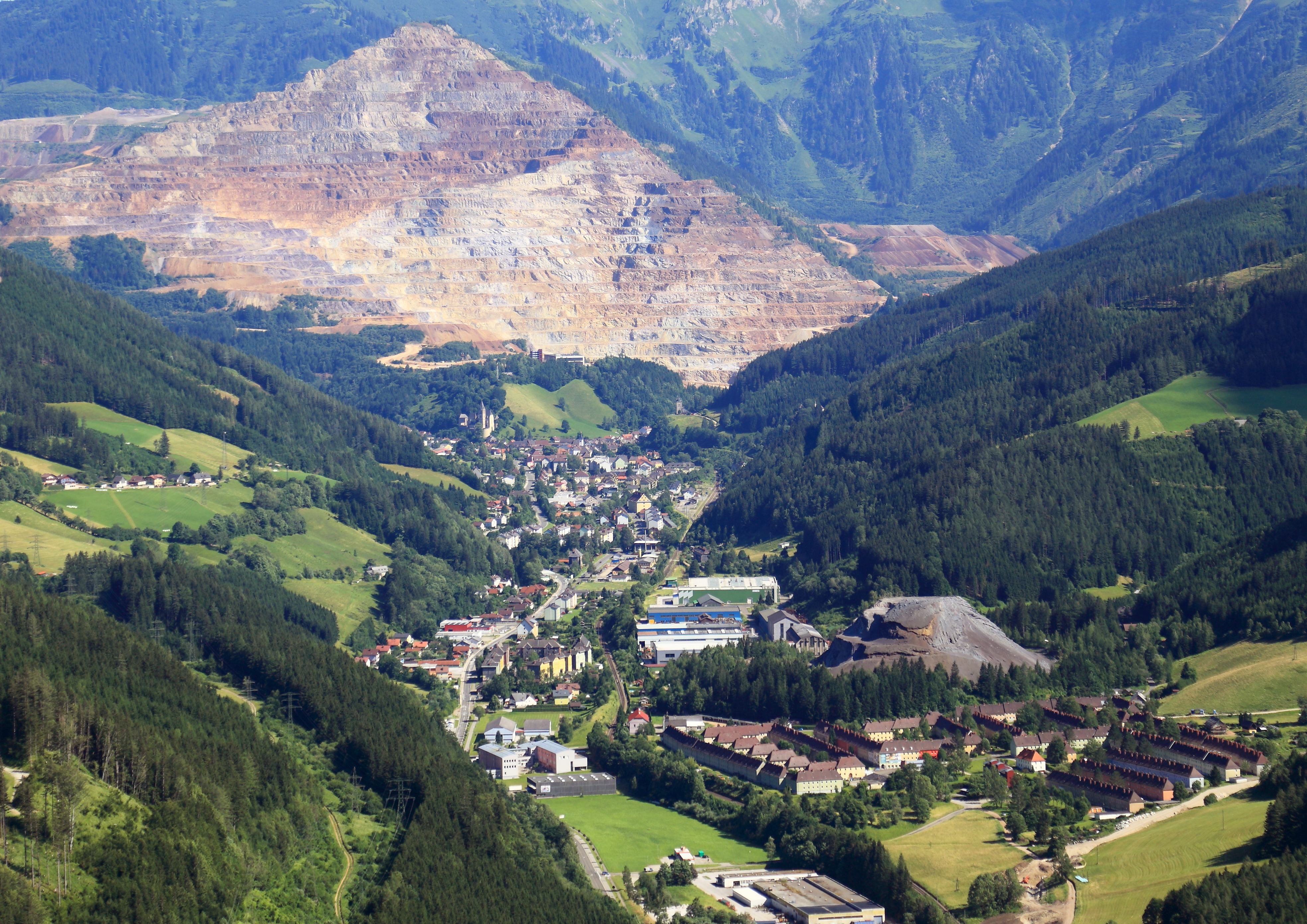
Blick auf die Stadt Eisenerz mit dem Erzberg im Hintergrund

Eisenerz liegt inmitten der aufragenden Felsen der Eisenerzer Alpen im Südwesten und des Hochschwab im Nordosten. Die umliegenden mächtigen Felsformationen dominieren das Stadtbild. Dazu kommen die rötlich gefärbten Stufen des Erzbergs, dem größten Eisenerz-Tagebau von Mitteleuropa. Der Erzabbau am Erzberg hat eine lange, mindestens bis ins 11. Jahrhundert zurückreichende Tradition und die florierende Montanindustrie bildete die Grundlage des wirtschaftlichen Aufschwungs der Region Eisenwurzen und der östlichen Obersteiermark vom 16. bis zum 20. Jahrhundert. Der Bergbau am Erzberg prägte den aufstrebenden Ort Eisenerz als „Bergmannsstadt“ und der Zuzug von Arbeitskräften und deren Familien verhalf ihm 1948 zu den Stadtrechten.
Durch technische Neuerungen im Abbaubereich selbst, aber auch durch die weltweite Krise in der Eisen- und Stahlindustrie in den 1980er Jahren schrumpfte die Bevölkerung im Verlauf eines halben Jahrhunderts auf weniger als ein Drittel: 2017 lebten in Eisenerz rund 4.200 Menschen, in den 1950er Jahren waren es noch fast 15.000. Seit Jahrzehnten kämpft die „einst stolze steirische Bergbaustadt mit Abwanderung, Leerstand und Überalterung“. Zur Bewältigung ihrer Strukturprobleme führt die Stadt seit 2005 das auf 15 Jahre angelegte Stadtentwicklungsprogramm „re-design Eisenerz“ durch, um „der alten Bergstadt Eisenerz ein neues, zukunftsorientiertes Image zu verleihen“.
Die aus Eisenerz stammende Kunstberaterin und Kulturmanagerin Gerhild Illmaier (alias GIL), die in Graz eine Beratungsagentur betreibt, schlug Mitte der 2000er Jahre die Einbeziehung von Kunst und Kultur in die Stadtentwicklung ihres Geburtsortes vor. Im Jahr 2006 gab der Bürgermeister von Eisenerz bei ihr ein künstlerisches Konzept für die Stadt in Auftrag, das Illmaier unter teilweiser Mitarbeit des Soziologen Rainer Rosegger entwickelte und 2008 vorlegte. Das Konzept zeigte Grundlagen der Möglichkeiten zur Entwicklung von Kunst- und Kulturprojekten in und um Eisenerz auf. Eine daraufhin gegründete Kulturinitiative engagiert sich seither für das daraus entstandene Kunst- und Kulturprojekt eisenerZ*ART, das 2010 offiziell gestartet wurde. Das von Illmaier entwickelte Konzept für eisenerZ*ART wird von dem gleichnamigen Verein in Kooperation mit der Stadtgemeinde Eisenerz umgesetzt. Gerhild Illmaier ist verantwortlich für die künstlerische Leitung und das Produktionsmanagement. Die Stadt wies dem Projekt die Aufgabe zu, im Rahmen des  bis 2020 angelegten[veraltet] Stadtentwicklungsprogramms „re-design Eisenerz“ durch Kulturförderung „zur Steigerung der Lebensqualität“ beizutragen.

### Programm

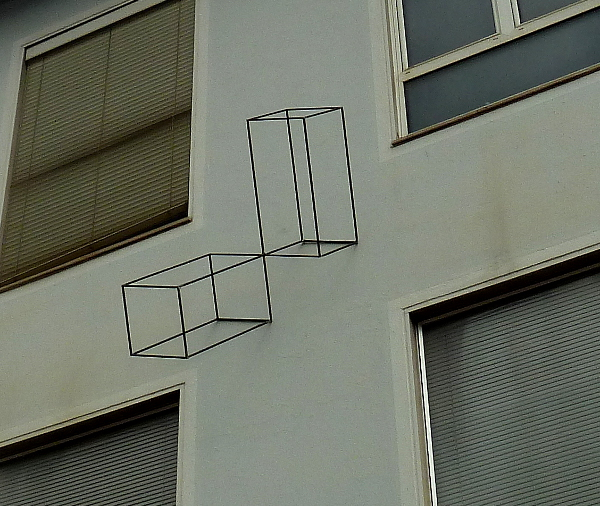
Metallskulptur Satellit – Beitrag von Gerhard Raab zur Ausstellung EISENERZ... AUF DRAHT! 2014

Seit Anfang 2010 wird die Bergmannsstadt im Rahmen von eisenerZ*ART jährlich unter wechselnden Programmschwerpunkten künstlerisch bespielt. Zu den verschiedenen künstlerischen und kulturellen Angeboten gehören unter anderem Kunstausstellungen, Installationen, Performances und andere Kunstaktionen, Kunstwettbewerbe, Theater- und Amateurfilmproduktionen sowie Künstler- und Buchpräsentationen.
Die teilnehmenden Künstler kommen sowohl aus der Region als auch von auswärts, zu ihnen gehören unter anderem:
- die oberösterreichischen Mundart-Virtuosen Attwenger, der Musiker Rainer Binder-Krieglstein, der DJ Sebastian Brauneis, die Münchner Express Brass Band, der Komponist und Stummfilmbegleiter Gerhard Gruber, der tschechische Musiker Martin Kratochvíl, die Drehleierspieler Matthias Loibner und Simon Wascher, der Musiker Hans Platzgumer, das Duo Christian Zehnder & Tobias Preisig und das Duo Zurbrügg und Hudecek
- der Schriftsteller Günter Eichberger, der Schriftsteller und Almhirte Peter Gruber, der steirische Schriftsteller Reinhard P. Gruber und die Schriftsteller Bodo Hell und Wilhelm Hengstler
- die Performance-Truppe lawine torrèn, der Schauspieler und Moderator Michael Ostrowski, das Theaterkollektiv Die Rabtaldirndln, der Schauspieler Johannes Silberschneider, die Grazer Off-Theatergruppe Theater im Bahnhof und das Theater- und Performancekollektiv zweite liga für kunst und kultur
- der Bildhauer und Minimalist Gerhard Raab, das Steirische Heimatwerk und der Künstler Markus Wilfling

Beteiligt wurden zudem aus dem Ort stammende Künstler wie der Schriftsteller Stephan Eibel Erzberg oder der Maler des Neo-Pop-Symbolismus Harald von Munichthal sowie das in Eisenerz ansässige Metal-Plattenlabel Napalm Records und die Schulband Best Of Real Good Music des Eisenerzer Gymnasiums.
Aufsehen erregte laut Medienberichten unter anderem die bei der eisenerZ*ART 2012 aufgeführte Performance GANGART von lawine torrèn am Eisenerzer Erzberg, bei der Tänzer neben „riesenhaften Bergbaumaschinen“ auftraten. Die „montanistische Performance zum Jubiläum 1300 Jahre Erzabbau am steirischen Erzberg“ wurde mit mehreren Preisen ausgezeichnet.

### Rostfest
Als wiederkehrender Bestandteil von eisenerZ*ART wurde von 2012 bis 2016 jährlich, und dann bis 2022 mit Unterbrechungen, das dreitägige Festival Rostfest (Eigenschreibweise ROSTFEST) durchgeführt. Das „Festival für regionale Impulse“ bespielte leerstehende Räume in Eisenerz und thematisierte regionale Entwicklungsmöglichkeiten. Ein Angebot mit inzwischen über 100 Programmpunkten wie Ausstellungen, Konzerte, Lesungen und Performances bespielte die gesamte Stadt und befasste sich unter Beteiligung der ansässigen Bevölkerung mit der Region und ihren Herausforderungen. Die Festivals lockten jährlich bis zu 5.000 Besucher an; etwa 800 vorwiegend junge Menschen bezogen während der Festivals als „Urban Camping“ leerstehende Arbeiterwohnungen in der ehemaligen Bergarbeitersiedlung Münichtal am Eisenerzer Stadtrand. Der Eintritt zu den bisherigen Festivals war frei, die Besucher konnten aber „Rostanteile“ erwerben und so die Veranstaltung finanziell unterstützen. Verschiedene Projekte in der Region wurden im Rahmen des Rostfests gestartet, so konzipierte Günther Friesinger (mit monochrom) etwa den Bauplan für ein Hacklab im Ort.
Träger und Organisator des Festivals ist der Verein Rostfrei – Verein für regionale Impulse. Im Jahr 2017 veranstaltete der Trägerverein kein Festival und erklärte, dass die Unterbrechung notwendig sei, um „die Organisationsstruktur und die programmatische Ausrichtung an den Wachstumsprozess der letzten Jahre anpassen“ zu können.
| # | Jahr | WT    | Termin         | Anmerkung                                                     |
| - | ---- | ----- | -------------- | ------------------------------------------------------------- |
| 1 | 2012 | Fr–So | 24.–26. August | [ 16 ] [ 17 ]                                                 |
| 2 | 2013 | Do–Sa | 22.–24. August | Rahmenprogramm ab 19. August, Eintritt frei, Urban Camping    |
| 3 | 2014 | Do–So | 21.–24. August | [ 18 ]                                                        |
| 4 | 2015 | Tage  | 20.–22. August | mit Rahmenprogramm Kreativwoche 17.–21. August, Eintritt frei |
| 5 | 2016 | Mi–So | 17.–21. August | Eintritt 9 € bei 2 Vorführungen eines Films am 20.+21.8.      |
| – | 2017 | –     | –              | KEIN Rostfest                                                 |
| 6 | 2018 | Do–Sa | 16.–18. August | Eintritt, Sa ausverkauft, Eröffnungstag am Erzberg            |
| 7 | 2019 |       | 16.–17. August |                                                               |
| 8 | 2021 |       | 19.–21. August |                                                               |
| 9 | 2022 |       |                |                                                               |

Die Veranstaltung läuft mitunter am letzten Tag im kleineren Rahmen noch einige Stunden über Mitternacht hinaus, es gibt eventuell auch noch einen Frühschoppen und einen Shuttledienst zum Quartier des Urban Camping oder Autoparkplatz.

## Auszeichnungen und Nominierungen
- 2013: Green Panther in Silber, ein Preis der Wirtschaftskammer Steiermark, für das 2012 von eisenerZ*ART durchgeführte Performance-Projekt GANGART des Künstlernetzwerks lawine torrèn
- 2013: Maecenas als Anerkennungspreis in der Kategorie Großunternehmen, verliehen an die VA Erzberg für deren Kunstengagement beim Projekt GANGART
- 2013: Austrian Event Award – Nominierung des Projekts GANGART in der Kategorie Corporate Public Events
- 2013: Zuerkennung einer „Prämie für vorbildliche Kulturarbeit“ vom Bundesministerium für Unterricht, Kunst und Kultur (BUKK)

## Veröffentlichungen
- Gerhild Illmaier, Rainer Rosegger: Z*ART. Kulturentwicklungskonzept EisenerZ*ART. eisenerZ*ART, Graz.
- Barbara Jernej, Günther Holler-Schuster u. a. (Verf.): EISENERZ… AUF DRAHT! Eine ortsbezogene Ausstellung in 12 Positionen. 21.08.–30.11.2014. Hrsg.: Gerhild Illmaier. eisenerZ*ART, Graz 2014, ISBN 978-3-200-03898-1 (Ausstellungskatalog).